# Object Management Group
El Object Management Group (OMG) es un consorcio de estándares formado en 1989 dedicado al cuidado y el establecimiento de la normalización de tecnologías orientadas a objetos, tales como UML, XMI, CORBA y BPMN.
Es una organización sin fines de lucro que promueve el uso de tecnología orientada a objetos mediante guías y especificaciones.
El grupo está formado por diversas compañías y organizaciones con distintos privilegios dentro de la misma.

## Certificaciones
OMG ofrece diferentes certificaciones profesionales:
- OCEB 2 - OMG Certified Expert in Business Process Management (BPM)[2]
- OCUP 2 - OMG Certified UML Professional[3]
- OCSMP - OMG Certified Systems Modeling Professional[4]
- OCRES - OMG Certified Real-time and Embedded Systems Specialist[5]